# Фосс, Андреас
Андреас Фосс (нем. Andreas Voss или нем. Andreas Voß, 12 марта 1857 — 9 апреля 1924) — немецкий ботаник.

## Биография
Андреас Фосс родился в Бремене 12 марта 1857 года.
Он внёс значительный вклад в ботанику, описав множество видов семенных растений.
Андреас Фосс умер в Хайлигендамме 9 апреля 1924 года.

## Научная деятельность
Андреас Фосс специализировался на семенных растениях.

## Почести
Немецкий ботаник Отто Кунце (1843—1907) назвал в его честь род растений Vossianthus, который на сегодняшний день является синонимом рода Sparrmannia семейства Мальвовые.